# Hingalol
La ville de Hingalol, ou Hingalool ou encore Xingalool est une ville située en Somaliland. Elle est le chef-lieu du district de Hingalol, dans la région de Sanaag.